# Берцо Демо
Берцо Демо (итал. Berzo Demo) је насеље у Италији у округу Бреша, региону Ломбардија.
Према процени из 2011. у насељу је живело 676 становника. Насеље се налази на надморској висини од 748 м.

## Становништво
| 1931. | 1936. | 1951. | 1961. | 1971. | 1981. | 1991. | 2001. | 2011. |
| ----- | ----- | ----- | ----- | ----- | ----- | ----- | ----- | ----- |
| 1.424 | 1.500 | 1.787 | 1.855 | 1.849 | 1.909 | 1.867 | 1.847 | 1.720 |